# Creediidae
Creediidae är en familj av fiskar. Creediidae ingår i ordningen abborrartade fiskar (Perciformes). Enligt Catalogue of Life omfattar familjen Creediidae 17 arter.
Arterna förekommer i Indiska oceanen och Stilla havet från Sydafrika till Hawaii och Påskön. De blir upp till 8 cm långa. Några familjemedlemmar saknar fjäll, förutom vid sidolinjeorganet.
Det vetenskapliga släktnamnet är bildat av det gammalgrekiska ordet kreas eller kreesi (köttig).
Arterna har i ryggfenan 12 till 43 mjukstrålar samt i stjärtfenan 9 till 17 taggstrålar. Familjens medlemmar är vita eller genomskinliga och har några mörka punkter på ovansidan. Färgteckningen utgör ett kamouflage. De gräver sig ofta ner i havets botten så att endast huvudet är synlig. Födan utgörs av olika smådjur. Hos några arter byter individerna under livet kön från hanne till hona.
Släkten enligt Catalogue of Life:
- Apodocreedia
- Chalixodytes
- Creedia
- Crystallodytes
- Limnichthys
- Myopsaron
- Schizochirus
- Tewara